# كاثرين ويلسون
كاثرين ويلسون: (ولدت 1822- شنقت 20 تشرين الأول 1862) هي قاتلة متسلسلة بريطانية شنقت لارتكابها جريمة في حين كان يعتقد أنها ارتكبت ست جرائم. عملت كممرضة وكانت تسمم ضحاياها بعد أن تطلب منهم أن يتركوا لها جزءاً من المال في وصاياهم. وقد وصفها القاضي الذي أصدر عليها الحكم ب «أكبر مجرمة عاشت على الإطلاق».

## الجرائم
عملت ويلسون كممرضة في سبلادنغ في لينكولنشاير، ثم انتقلت إلى كيركبي في كمبريا. تزوجت رجلا يدعى ديكسون ولكن سرعان ما مات زوجها، ومن المحتمل أنه مات مسموما من اللحلاح حيث وجدت زجاجة السم في غرفته. أوصى الطبيب بأن ينقل إلى المشرحة ولكن ويلسون توسلت إليه ألا يفعل ذلك، فلبى رغبتها.
في عام 1862 عملت ويلسون كممرضة منزلية تمرض السيدة سارة كارنل التي أعادت كتابة وصيتها من أجل ويلسون. بعد ذلك بوقت قليل، أحضرت ويلسون «شراب مهدئ» وقالت لها: «اشربيه يا عزيزتي، سوف تشعرين بالدفء». تناولت كارنل الشراب بملء ملعقة ولفظته إذ شعرت بشيء من الحرقة في فمها. ولوحظ لاحقا بوجود ثغرة في ملاءة السرير سبَبها ذاك السائل. فرت ويلسون إلى لندن ولكن تم القبض عليها بعد يومين.

## المحاكمة الأولى
اكتشف أن الشراب الذي تناولته كارنل يحتوي على حمض الكبريتيك، وهو كاف لقتل خمسين شخصاً. ادعت ويلسون أن الحمض أعطي لها بالخطأ من الصيدلي الذي قام بتحضير الدواء. وحُكِمت بتهمة الشروع في القتل ولكنها أبرأت منها. وقد أشار القاضي السيد بارون برامويل مستنداً إلى قول المحامي مونتاغو ويليامز إلى أن نظرية الدفاع لا يمكن تفنيدها والتي مفادها أنه لو كانت العبوة تحتوي على السم حين استلمتها المتهمة، لكان تحول لونها إلى الأحمر أو لكانت فارت حينها، قبل أن تأتي به إلى المريض". وعلى أي حال لم توجه هيئة المحلفين أي اتهام، ولدهشة كل من كان حاضراً في القاعة تقريباً، لم يَحكم القاضي السيد بارون برامويل بإدانتها.
وسرعان ما قبض عليها مرة أخرى حين أخرجت من السجن، فقد أكملت الشرطة تحرياتها عن ويلسون واستخرجت بعض جثث المرضى. اتهمت ويلسون بقتل سبعة أشخاص ولكنها حوكمت فقط على واحدة، وهي جريمة قتل السيدة ماريا سومز التي توفيت عام 1856، وقد أنكرت ويلسون جميع التهم الموجهة إليها.

## المحاكمة الثانية
حوكمت ويلسون في 25 أيلول 1862 أمام القاضي السيد جستس بايلز، ومرة أخرى قام المحامي مونتاغ ويليامز بالدفاع عنها. وفي هذه المحاكمة زُعم أن سبعة من الذين مرَضتهم ويلسون قد ماتوا بعد ان أعادوا كتابة وصاياهم لترك جزءا من المال لها. وعلى الرغم من أن معظمهم كانوا يعانون من مرض النقرس، إلا أن هناك دليل قدمه أخصائي السموم ألفرد سوين تيلور بأنهم تسمموا من الكولشيسين، ولكن ترافع المحامي بأنه لا يمكن تعقب أثر وجود السم بعد هذه الفترة الطويلة، وبعد الاستماع للجميع قال القاضي لهيئة المحلفين: أيها الحضور الكرام، إذا سمحنا لوضع كهذا أن يستمر فلن يبقى شخص حي قادر على تناول وجبته بأمان.
ثبتت التهمة على ويلسون وحكم عليها بالإعدام شنقا، حضر عشرون ألف شخصا (20000) ليروا تنفيذ الحكم في سجن نيوجيت في 20 تشرين الأول 1862. وكانت آخر امرأة يتم إعدامها على الملأ في لندن. 
بعد المحاكمة، طلب بايلز من ويليامز أن يأتي إلى مكتبه وقال له: لقد بعثت إليك لأخبرك أنك أبليت بلاء حسنا في هذه القضية، ولكن ما قمت به لم يجدي نفعا إذ كانت الأدلة ضدها قوية جدا. لقد أقمت دعوى قضائية على رش في قضية مقتل السيد جيرمي، وترافعت عن دانييل غود، وترافعت أيضا عن كثير من المجرمين المعروفين حين كنت في محكمة نورفولك المتنقلة، وإذا كان ما سأقوله يعطيك إحساسا بالرضا فبإمكاني أن أقول لك إنك برأيي ترافعت عن أكبر مجرمة وجدت على الأرض حتى هذا اليوم.

## روابط خارجية
- Old Bailey trial records
- Life, Trial, Sentence, and Execution of Catherine Wilson, for the Murder of Mrs. Soames